# Le Roi Arthur : La Légende d'Excalibur
Pour plus de détails, voir Fiche technique et Distribution.
Le Roi Arthur : La Légende d'Excalibur (King Arthur) est un film fantastique américano-britannico-australien coécrit et réalisé par Guy Ritchie et sorti en 2017. Il s'agit d'une adaptation de la Légende arthurienne mettant en scène les débuts du roi Arthur, ici incarné par Charlie Hunnam. Il affronte le tyrannique roi du Royaume de l'île de Bretagne, Vortigern.
Initialement prévu pour être le premier volet d'une franchise de six films, Le Roi Arthur : La Légende d'Excalibur reçoit des critiques globalement négatives et est un échec commercial. Cela remet ainsi en causes les projets du studio.

## Synopsis
Le jeune Arthur vit dans les faubourgs de Londinium avec sa bande et ses amis. Élevé depuis l'enfance dans un bordel par des prostituées, il ignore l'immense destin qui l'attend, jusqu'au jour où il s'empare d'Excalibur. Arthur doit alors faire des choix difficiles et rejoint la Résistance avec notamment une mystérieuse Mage. Il doit apprendre à maîtriser l'épée magique, surmonter ses démons et peurs intérieures afin d'unir le peuple breton pour vaincre son oncle, le tyrannique Vortigern.

## Fiche technique
- Titre original : King Arthur: Legend of the Sword
- Titre français et québécois : Le Roi Arthur : La Légende d'Excalibur
- Titre de travail : Knights of the Roundtable: King Arthur
- Réalisation : Guy Ritchie
- Scénario : Joby Harold, Guy Ritchie et Lionel Wigram, d'après une histoire de Joby Harold et David Dobkin
- Musique : Daniel Pemberton
- Directeur artistique : Thomas Brown
- Décors : Gemma Jackson
- Costumes : Annie Symons
- Photographie : John Mathieson
- Montage : James Herbert
- Producteurs : Akiva Goldsman, David Dobkin, Joby Harold, Guy Ritchie, Tory Tunnell et Lionel Wigram
- Producteurs délégués : Bruce Berman et Jeff Kleeman
- Coproducteur : Max Keene
- Sociétés de production : Warner Bros., Village Roadshow Pictures, RatPac Entertainment et Weed Road Pictures
- Société de distribution : Warner Bros. (États-Unis et France)
- Budget : 175 000 000 $ [2]
- Pays de production :  États-Unis,  Royaume-Uni et  Australie
- Langue originale : anglais
- Format : couleur - 2.35:1 - son Dolby Surround 7.1 / Dolby Atmos
- Genre : fantastique, aventures, action
- Durée : 126 minutes
- Dates de sortie [3] :
  - États-Unis : 27 avril 2017 (King for a Day event)
  - États-Unis : 8 mai 2017 (première au Grauman's Chinese Theatre)
  - États-Unis : 12 mai 2017
  - France, Belgique : 17 mai 2017
  - Australie : 18 mai 2017
  - Royaume-Uni : 19 mai 2017
- Classification[4] :
  - États-Unis : PG-13
  - France : tous publics
  - Royaume-Uni : 12A

## Distribution
- Charlie Hunnam (VF : Julien Allouf ; VQ : Adrien Bletton) : le Roi Arthur
- Àstrid Bergès-Frisbey (VF : Élisabeth Ventura ; VQ : Aurélie Morgane) : la Mage
- Djimon Hounsou (VF : Frantz Confiac ; VQ : Marc-André Bélanger) : Bédivère
- Aidan Gillen (VF : Yann Guillemot ; VQ : Nicolas Charbonneaux-Collombet) : Bill « Graisse d'oie » (Goosefat Bill en VO)
- Jude Law (VF : Alexis Victor ; VQ : Martin Watier) : Vortigern
- Eric Bana (VF : Julien Kramer ; VQ : Jean-François Beaupré) : Uther Pendragon
- Mikael Persbrandt : Kjartan
- Kingsley Ben-Adir (VF : Mohad Sanou ; VQ : Marc-André Brunet) : Tristan dit « Bâton mouillé » (Wet Stick en VO)
- Neil Maskell (VF : Jérôme Pauwels ; VQ : Guillaume Cyr) : Fesse d'huître (Backlack en VO)
- Michael McElhatton (VF : Jean-Bernard Guillard ; VQ : Frédéric Desager) : Œil de Jack (Jack's Eye en VO)
- Geoff Bell : John
- Tom Wu : George
- Freddie Fox : Rubio
- Craig McGinlay (VF : Nicolas Buchoux) : Perceval
- Peter Ferdinando (VF : Sylvain Agaësse ; VQ : James Hyndman) : le Comte de Mercie
- Katie McGrath (VF : Julia Boutteville) : Elsa
- Annabelle Wallis (VF : Dorothée Pousséo ; VQ : Éveline Gélinas) : Maid Maggie
- Hermione Corfield (VF : Émilie Beauregard) : Syren
- Lorraine Bruce : Syrena
- James Warren (VF : Laurent Maurel ; VQ : Frédérik Zacharek) : Mike
- Millie Brady : Princesse Catia
- Kamil Lemieszewski : Merlin
- Poppy Delevingne : Ygraine
- Rob Knighton : Mordred
- Peter Guinness : un Baron
- Georgina Campbell : Kay
- Jacqui Ainsley : la Dame du lac
- David Beckham (VF : Vincent Ropion ; VQ : Stéphane Brulotte) : Gâchette (Trigger en VO - caméo)
- Guy Ritchie : le propriétaire d'une maison (caméo non crédité)

 Source et légende : version québécoise (VQ) sur Doublage.qc.ca

## Production

### Genèse et développement
Le projet est annoncé dès 2010, avec John Hodge comme scénariste et Guy Ritchie à la réalisation. Dès janvier 2014, Warner Bros. annonce son intention de créer une franchise de six films. Le studio avait par le passé déjà produit et/ou distribué des films sur le Roi Arthur : Camelot (1967), Excalibur (1981) et Excalibur, l'épée magique (1998).

### Attribution des rôles

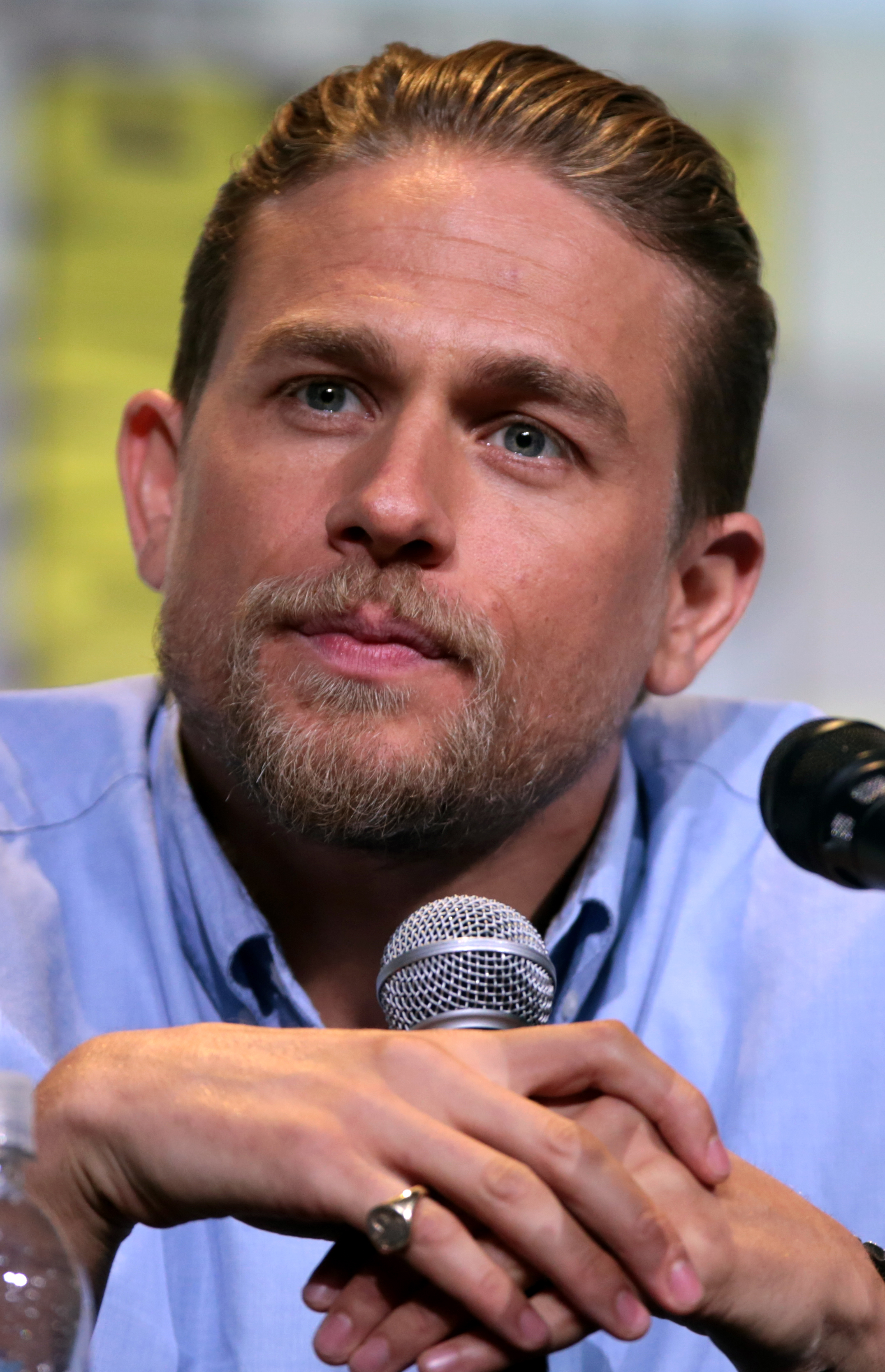
Charlie Hunnam au Comic-Con de San Diego 2016 pour la promotion du film

Trois acteurs étaient « finalistes » pour obtenir le rôle-titre du Roi Arthur : Henry Cavill, Jai Courtney et Charlie Hunnam. Ce dernier est finalement annoncé dans le rôle en août 2014. L'acteur a suivi un entraînement très rigoureux avec notamment 500 pompes quotidiennes, de la boxe et du combat à l'épée. Au total, il a pris 10 kilos de muscles. Il explique avoir passé de longues heures à observer Conor McGregor, pratiquant professionnel de MMA irlandais, pour s'approprier ses techniques.
Jude Law est annoncé dans le rôle de l'antagoniste principal, Vortigern, en novembre 2014. Il a déjà tourné sous la direction de Guy Ritchie dans Sherlock Holmes (2009) et sa suite Sherlock Holmes : Jeu d'ombres (2011).
Elizabeth Olsen était envisagée pour le rôle féminin principal. Finalement, en septembre 2014, la Franco-espagnole Àstrid Bergès-Frisbey est choisie pour incarner Guenièvre. Elle incarne finalement un personnage nommé la Mage, davantage inspiré de la Fée Morgane.
Idris Elba était pressenti pour jouer dans le film, dans la peau d'un personnage inspiré de Bédivère, qui est le mentor d’Arthur et ses chevaliers. Le rôle revient finalement à Djimon Hounsou.
En juin 2015, l'ancien footballeur David Beckham est annoncé dans un caméo. Il apparaissait déjà dans le précédent film du réalisateur, Agents très spéciaux : Code UNCLE.

### Tournage
Le tournage débute en Galles du Nord le 2 mars 2015. Le 10 mars 2015, Guy Richie poste sur son compte Twitter une photographie du premier jour de tournage. En avril, le tournage se poursuit dans la région de Snowdonia puis dans les Warner Bros. Studios Leavesden à Watford.

### Musique
La musique du film est composée par Daniel Pemberton, qui avait déjà collaboré avec Guy Ritchie pour Agents très spéciaux : Code UNCLE (2015). La musique est interprétée par l'English Chamber Orchestra dirigé par Alastair King. L'album est commercialisé par WaterTower Music, avec une édition deluxe comprenant davantage de titres.
Listes des titres
1. From Nothing Comes A King
2. King Arthur: Legend Of The Sword
3. Growing Up Londinium
4. Jackseye's Tale
5. The Story Of Mordred
6. Vortigen And The Syrens
7. The Legend Of Excalibur
8. Seasoned Oak
9. The Vikings & The Barons
10. The Politics & The Life (interprété par Daniel Pemberton & Gareth Williams)
11. Tower & Power
12. The Born King
13. Assassins Breathe
14. Run Londinium
15. Fireball
16. Journey To The Caves
17. The Wolf & The Hanged Men
18. Camelot In Flames
19. The Lady In The Lake
20. The Darklands
21. Revelation
22. King Arthur: Destiny Of The Sword
23. The Power Of Excalibur
24. Knights Of The Round Table
25. King Arthur: The Coronation
26. The Devil & The Huntsman (interprété par Sam Lee & Daniel Pemberton)
Titres bonus - édition deluxe digitale
27. The Ballad Of Londinium
28. Riot & Flames
29. Anger
30. Cave Fight
31. Confrontation with the Common Man
32. The Devil & the Daughter

## Accueil

### Sortie
Le film devait sortir initialement en France le 22 mars 2017 et aux États-Unis le 24 mars 2017. Début décembre 2016, il est annoncé que la sortie américaine est repoussée au 12 mai 2017 et que la date française devrait être elle aussi décalée à mai.

### Critique
Aux États-Unis, le film reçoit des critiques globalement négatives. Sur l'agrégateur américain Rotten Tomatoes, il n’obtient que 28 % d'opinions favorables, avec une note moyenne de 4,6⁄10 pour 186 critiques. Sur Metacritic, le film décroche une note moyenne de 42⁄100 pour 44 critiques.
En France, le film obtient une note moyenne de 2,7⁄5 pour 15 titres de presse. Du côté des avis positifs, Marie-Noëlle Tranchant du Figaro écrit notamment « le film de Guy Ritchie entraîne Charlie Hunnam et Jude Law dans un film d'action visuellement séduisant ». Dans Marianne, on peut notamment lire « il faut voir ce film comme on regarde un rêve de gosse, enflé, certes, mais jouissif (...) les historiens s'arracheront les cheveux, les littéraires auront mal, mais nous, on adore ! ». Sur le site Critikat.com, Alain Zind remarque que « Guy Ritchie a su mettre à profit son style narratif éclaté pour donner à comprendre les rouages difficiles d’une prise de pouvoir ». Jean Serroy du Dauphiné libéré décrit le film comme une version de « La légende arthurienne à l’épreuve du clip vidéo : violence, rythme effréné, effets spectaculaires, et pas le temps de penser, on n’est pas venu pour ça ! ». Dans Le Journal du dimanche, Stéphanie Belpêche écrit « On ne s’ennuie pas un instant grâce à des acteurs impliqués. Le récit part dans tous les sens, multiplie les dérapages incontrôlés et devient une série B d’heroic fantasy assumée, très influencée par Le Seigneur des anneaux ». Fabrice Leclerc de Paris Match écrit quant à lui .
Du côté des avis négatifs, Yann Lebecque de L'Écran fantastique décrit le film comme « un beau gâchis ». Dans VSD, Olivier Bousquet souligne le « montage épileptique de plans noyés dans les effets numériques » mais remarque que « Charlie Hunnam est le seul à tirer son épée du jeu ». Simon Riaux de Écran large pense que « le premier problème du film de Ritchie n’est pas la vision qu’il propose de ce mythe séminal, mais bien son absence de vision ». Dans Le Monde, Thomas Sotinel écrit que « le cinéaste londonien tente un collage entre comédie d’action et heroic fantasy qui s’avère incohérent ». Dans Le Nouvel Observateur, François Forestier ironise : « L'ex-mari de Madonna a une idée de génie : dans cette nouvelle version de King Arthur, on pourrait confier un rôle à… David Beckham ? Oh ouais, ouais ! T'es un génie, Guy ! C'est rigolo, ça ! Ben non. C'est aussi marrant qu'un panari sur une fesse ». Christophe Carrière de L'Express écrit quant à lui : « la surenchère d'effets spéciaux et sonore abrutit, au point de plonger l'auditoire dans une inéluctable léthargie ».

### Box-office
Aux États-Unis, Le Roi Arthur : La Légende d'Excalibur sort quelques jours avant la France, le 12 mai 2017. À l'issue de son premier week-end d'exploitation, il n'engrange que 14,7 millions de dollars, bien loin des 175 millions de dollars de budget et des frais marketing estimés à environ 80 millions. C'est un nouvel échec cuisant pour la Warner, après la tentative pour relancer une autre franchise avec Tarzan (2016). De plus, le film enregistre des recettes bien en dessous de prévisions déjà médiocres, qui tablaient sur un premier week-end entre 20 et 25 millions. C'est ainsi un flop historique pour Warner sur le sol américain, avec un démarrage inférieur à celui de deux autres productions ayant connu un flop : Jupiter : Le Destin de l'univers (18,3 millions) et Pan (15,3 millions).
| Pays ou région    | Box-office      | Date d'arrêt du box-office | Nombre de semaines |
| ----------------- | --------------- | -------------------------- | ------------------ |
| France            | 785 084 entrées |                            |                    |
| États-Unis Canada | 39 175 066 $    | 20 juillet 2017            | 10                 |
| Mondial           | 148 675 066 $   | -                          | -                  |